# دهانه‌های ماه

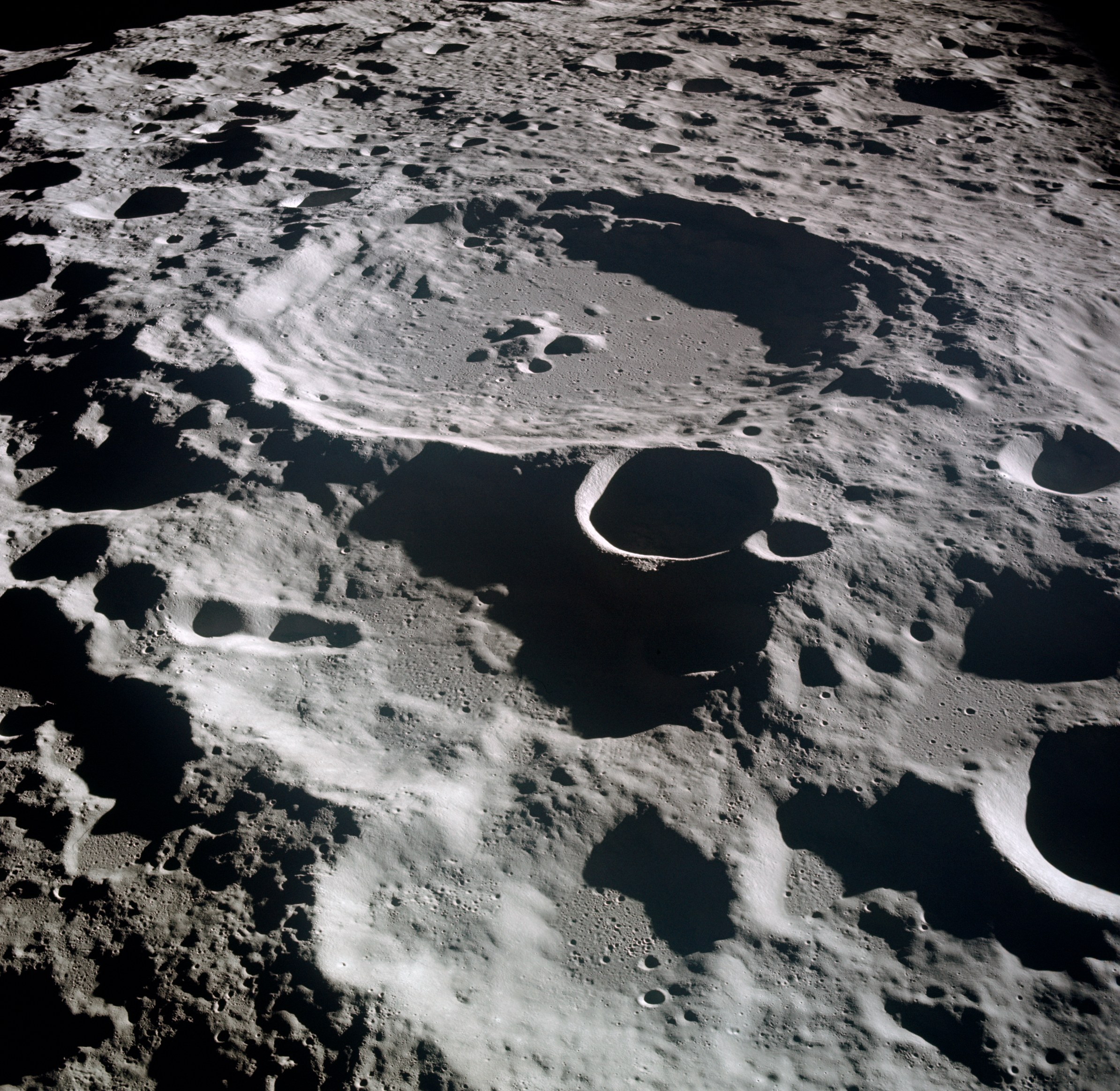
نمایی از یک چاله در ماه

یک دهانه یا چالهٔ ماه، یک گودال با کفی مسطح و دایره‌ای شکل در کرهٔ ماه است که با دیواره‌ای گرد محصور شده است. تقریباً تمامی چاه‌های ماه از نوع دهانه‌های برخوردی هستند که در واقع از برخورد شهاب‌سنگ‌ها به وجود آمده‌اند ولی دهانه‌های آتشفشانی نیز وجود دارد که کوچک‌تر و کمتر هستند. ۱۵۷۷ دهانه در ماه نام دانشمندان، مهندسان، کاشفان را روی خود دارند. ۳۱ مورد از این دهانه‌ها به نام زنان نامگذاری شده‌اند.

## آمار و ریخت‌شناسی

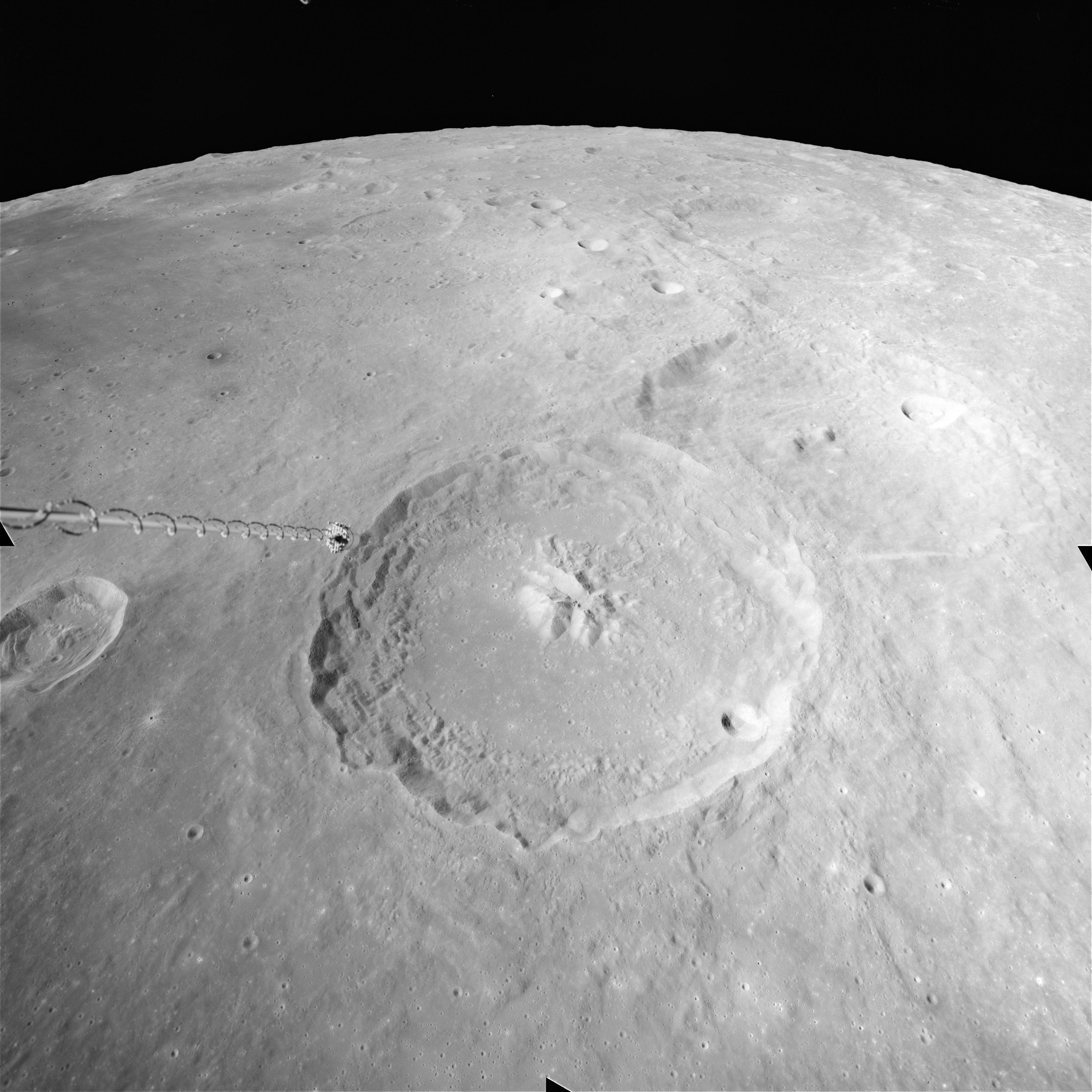
دهانهٔ تئوفیلوس

در سمتی از ماه که ما می‌توانیم ببینیم حدود ۳۰۰٬۰۰۰ چاله وجود دارد که حدود ۱ کیلومتر قطر دارند و سطح ماه با آن‌ها پوشیده شده است. چاله‌های بزرگ‌تری بین ۶۰ تا ۲۷۰ کیلومتر وجود دارد که سطح آن‌ها نسبتاً صاف است. گاهی با تابش نور خورشید می‌توان انحنای کرهٔ ماه را در داخل یک چاله تشخیص داد. درون چاله‌ها گاهی چاله‌های کوچک‌تری وجود دارد که بر اثر برخوردهای بعدی پدید آمده‌اند.
اگرچه بزرگ‌ترین چالهٔ ماه به بزرگی حدود ۶ تا ۸ درصد از بزرگ‌ترین برش از کرهٔ ماه است (قطر ماه: ۳٬۴۷۸ کیلومتر) ولی نخستین‌بار به احتمال زیاد این چاله از راه دور توسط گالیله در سال ۱۶۱۰ کشف شد. چاله‌ها هنگامی قابل رؤیت هستند که مرز شب و روز یا همان سایه‌مرز در ماه در کنار یکی از چاله‌ها قرار می‌گیرد و سایهٔ دیوارهٔ چاله به درون آن می‌افتد و به همین دلیل بزرگ‌تر دیده می‌شوند.
یکی از نمونه‌های معروف از آن‌ها یک دهانه به قطر تقریبی ۵ کیلومتر با یک دیوارهٔ بلند و تیز به طول ۱ کیلومتر و عمقی حدود ۱۰۰ متر پایین‌تر از سطح خارجی چاله می‌باشد. قطر ماه یک‌چهارم قطر زمین است به همین دلیل خمیدگی سطحی آن نسبت به زمین چهار برابر بیشتر است؛ دیواره‌ها از داخل اغلب به شکل تراس هستند و بین ۲۰ تا ۳۰ درجه خمیدگی دارند ولی در خارج ۲ تا ۳ بار صاف‌ترند. معمولاً در وسط چاله یک برآمدگی یا به عبارتی کوه که ناشی از برخورد است وجود دارد. البته باید گفت که تمام خصوصیات یک چاله در واقع به دینامیک شهاب‌سنگی بستگی دارد که آن چاله به‌وسیلهٔ برخورد آن به وجود آمده، فاکتورهایی مانند سرعت، زاویهٔ برخورد، شکل شهاب‌سنگ، بزرگی آن و غیره. محققان دانشگاه کرتین به تازگی همچنین در استرالیا با مطالعات خود بر روی بخش تاریک و دور ماه و با استفاده از مدل‌سازی رایانه‌ای از گرانش ماه و داده‌های توپوگرافی، دهانه‌های برخوردی را شناسایی کرده‌اند که در روش‌های دیگر قابل مشاهده نیستند. از تعداد ۲۸۰ دهانهٔ برخوردی کشف‌شده، ۶۶ دهانه از دید گرانشی و توپوگرافی قابل مشاهده هستند.

## پیدایش
می‌توان زمان پیدایش دهانه‌ها را آخرین بمباران سنگین ذکر کرد، همان زمانی که سیستم خورشیدی تشکیل شد و سیارک‌ها و اجرام کوچک به ماه و سیارات دیگر هجوم آوردند. زمانی که یک شهاب سنگ از فضا هجوم می‌آورد سرعتی بین ۱۰ تا ۷۰ کیلومتر بر ثانیه (۳۰ تا ۲۰۰ برابر سرعت گرانشی آزاد زمین). بر اثر این ضربه حدود ۱۰۰ متر در بستر کره مورد هجوم فرومی‌رود و این فقط چندین هزارم ثانیه به طول می‌انجامد در این حین تمامی نیروی جنبشی جرم برخوردکننده به گرما تبدیل شده و منفجر می‌شود و اجزای آن به صورت تکه‌های کوچک در اطراف گودالی که بر اثر برخورد به وجود آمده پراکنده می‌شوند و و در واقع به جزئی از دیوار اطراف سوراخ تبدیل می‌گردند. زمانی که یک جرم با سرعت زیاد با ماه برخورد می‌کند، سطح ماه یک نیروی بازگشتی به سمت بالا وارد می‌کند که این پدیده باعث به وجود آمدن کوه‌ها در مرکز برخی از دهانه‌ها است. این پدیده را به آسانی می‌توان بر روی آب وقتی که یک قطره به سطح آب برخورد می‌کند مشاهده کرد.

## طبقه‌بندی
بنا بر یک طبقه‌بندی توسط چارلز آ. وود (به انگلیسی: Charles A. Wood) در سال ۱۹۷۸ چاله‌هایی که از لحاظ مادی فرسوده نشده‌اند به‌طور مثال بر اثر گدازه‌ها یا سیل، به پنج دستهٔ کلی تقسیم می‌شوند.
| نوع             | توصیف                                                                                               | بزرگی             | تصویر |
| --------------- | --------------------------------------------------------------------------------------------------- | ----------------- | ----- |
| البتگنیوس (ALC) | دهانه‌ای کاسه شکل با لبه تیز، صاف و کفی که با دیوارهٔ آن مرز مشخصی ندارد                              | تا ۲۰ کیلومتر     |       |
| بیت (BIO)       | دهانه‌ای با لبهٔ تیز و صاف با انحنای ساده در دیواره، ولی با کفی صاف بطوریکه با دیواره مرز مشخصی دارد. | تا ۲۰ کیلومتر     |       |
| سوسیگنس (SOS)   | دهانه‌ای کم عمق ولی نسبتاً وسیع.                                                                      | ۵تا ۳۵ کیلومتر    |       |
| تریسنکر (TRI)   | دهانه‌ای با لبه‌های تیز اما شیار دار.                                                                 | ۱۵ تا ۵۰ کیلومتر  |       |
| براهه (TYC)     | دهانه‌ای بزرگ و در واقع با چندین دیواره، با دیواره‌هایی نه چندان تیز و قله‌ای در مرکز.                 | ۳۰ تا ۱۷۵ کیلومتر |       |

## نقشه‌برداری
نقشه‌برداری از کرهٔ ماه بسیار زودتر و در زمان اختراع تلسکوپ در سال ۱۶۱۰ آغاز شد و ورودی بود بر نشر تعداد زیادی نقشهٔ ماه و حدود ۱۸۰۰ اطلس ماه. اندازه‌گیری‌های مجازی ستاره شناسان از حدود ۱۸۷۰ توسط عکسبرداری‌های رصد خانه‌های بزرگ به خصوص رصد خانهٔ پاریس استفاده شد. اولین پروژهٔ اختصاصی برای ماه در سال ۱۹۶۶ توسط ناسا آغاز به کار کرد.

### موقعیت دهانه‌های اصلی
نقطهٔ قرمز روی تصویر موقعیت تقریبی دهانه‌های ذکر شده را بر روی ماه نشان می‌دهد.

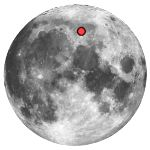
ارسطو
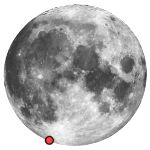
بیلی
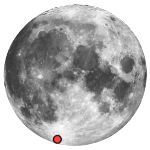
کلویوس
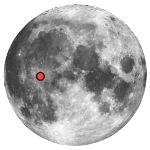
کوپرنیکوس
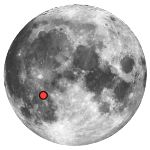
فرا مورو
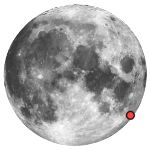
هومبولدت
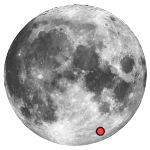
یانسن
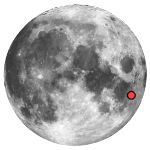
لنگرنوس
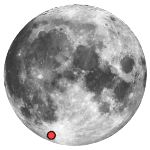
لنگمنتنوس
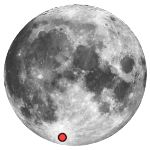
مگینوس
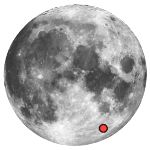
متیوس
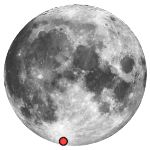
مرتوس
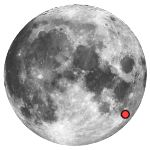
پتویوس
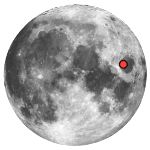
پیکرد
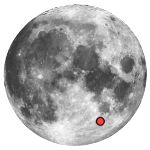
پیکلمینی
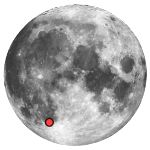
پیتاتوس
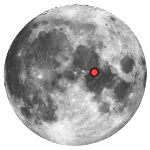
پلینیوس
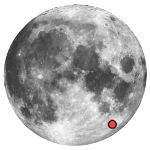
رهیتا
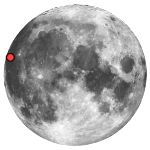
راسل
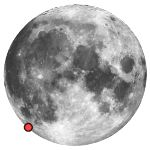
شیکارد
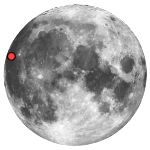
سلوکوس
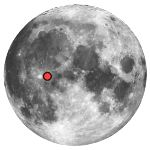
استدیوس
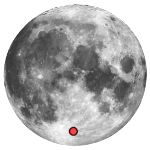
استاوفلر
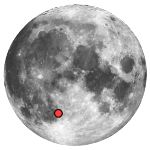
قره
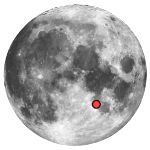
تئوفیلوس
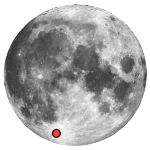
براهه
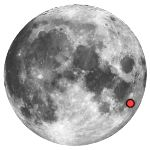
وندلینوس
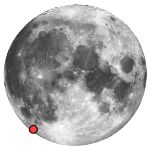
ورگنتین